# ۲۱ ژوئیه
۲۱ ژوئیه در تقویم گرگوری، دویست و دومین (در سال‌های کبیسه دویست و سومین) روز سال است. ۱۶۳ روز تا پایان سال باقی است این روز به اسم روز جهانی داد زدن احساسات معروف است.

## رویدادها
- ابومسلم خراسانی در سال ۷۴۷، شروع جنبش سیاه‌جامگان را در مرو و چند شهر خراسان علنی کرد. این جنبش نهایتا منجر به سقوط حکومت بنی امیه شد.[۱]
- نیل ارمسترانگ پای خود را بر روی ماه گذاشت .

## زادگان
- ۱۹۱۱ - مارشال مک‌لوهان، (به انگلیسی: Marshal McLuhan)[۲] فیلسوف کانادایی.
- ۱۸۸۴ - حسن حُسنی عبدالوهاب، تاریخ‌نگار، سیاستمدار و ادیب تونسی.
- ۱۸۹۸ - ارنِست میلر هِمینگویْ، (به انگلیسی: Ernest Hemingway)‏(۱۸۹۸ - ۱۹۶۱) نویسندگان آمریکایی.
- ۱۸۸۹ - پیتیریم آلکساندروویچ سورکن، جامعه‌شناس آمریکایی روس‌تبار.

## درگذشتگان
- ۱۴۲۵ - مانوئل دوم، امپراتور بیزانس
- ۲۰۱۵ - ئی.ال. دکتروف، نویسنده